# 長野達也
長野 達也（ながの たつや、1991年12月12日 - ）は、日本の俳優。新潟県出身。身長172cm、血液型A型。

## 出演

### テレビドラマ
- 最高の人生の終り方〜エンディングプランナー〜（2012年1月〜）
- クローバー（2012年1月〜）
- 都市伝説の女（2012年4月〜）
- 私立バカレア高校（2012年4月〜）
- GTO（2012年7月〜）
- リッチマン、プアウーマン（2012年7月〜）
- イロドリヒムラ（2012年10月〜）
- Piece（2012年10月〜）
- 夜行観覧車（2013年1月〜）
- 書店員ミチルの身の上話（2013年1月〜）
- でたらめヒーロー（2013年4月〜）
- 仮面ティーチャー（2013年7月〜）
- ぴんとこな（2013年7月〜）
- SHARK（2014年1月〜）

### テレビSPドラマ
- 青春アルゴリズム（2012年12月24日放送）
- So long ! 第2話（2013年2月12日放送）
- So long ! 第3話（2013年2月13日放送）

### 映画
- 劇場版 私立バカレア高校 (2012年10月13日公開)
- ごくやん〜極道ヤンキーティーチャー（2013年3月30日公開）